# Gaslighting
A gaslighting (angolosan) vagy gázlángozás a pszichológiai manipuláció egy formája, amelyben valaki kétségeket próbál elültetni egy megcélzott egyénben vagy egy célzott csoport tagjaiban, hogy megkérdőjelezze saját emlékezetét, észlelését és józanságát. A folyamatos vádaskodás, tagadás, félrevezetés, ellentmondás és hazugság használatával a gaslighting destabilizálja az áldozatot és hitelteleníti a világképét.

## Jellemzői
Előfordulása lehet az egyszerű elutasítástól – hogy a támadó által végrehajtott visszaélések meg sem történtek – egészen a bizarr történések hosszú soráig, amikor a támadó ezekkel próbálja meg elérni áldozatának lelki összekavarodását. A kifejezés Patrick Hamilton 1938-as Gázláng című színdarabjából és annak 1940-es és 1944-es filmadaptációjából származik, amelyekben a főszereplő otthonában lévő gázüzemű lámpák elhalványulnak, amikor a tetőtéri lámpákat felcsavarja, miközben éjszaka titokban a tetőtérben kutat, és meggyőzi feleségét, hogy csak képzeli a változást.

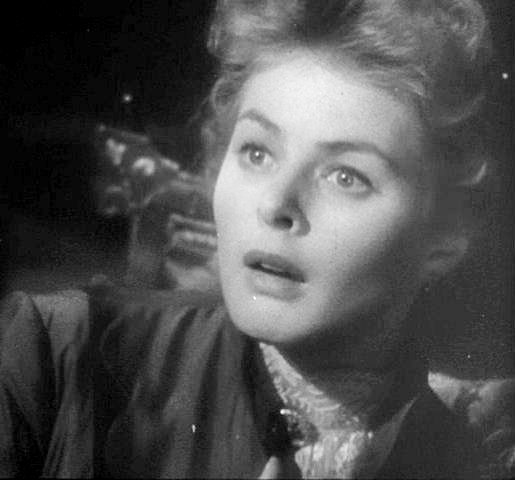
Ingrid Bergman az 1944-es Gázláng című filmben

A kifejezés az áldozat férje általi szisztematikus pszichológiai manipulációjából származik, amelyet az 1938-as színdarabban, valamint az 1940-ben és 1944-ben kiadott filmadaptációkban mutattak be. A történetben a férj megpróbálja meggyőzni a feleségét és másokat arról, hogy az asszony elmebeteg: az otthoni környezetük számos elemét manipulálja, és szilárdan állítja, hogy a felesége téved, rosszul emlékszik vagy téveszméi vannak, amikor említi ezeket a változásokat. 
A darab címe arra utal, hogy otthonukban a gázvilágítás rendszeresen elhalványodik, majd egyre csökkenő fénnyel világít, de a férj folyamatosan úgy tesz, mintha semmi nem történne, ezzel elérve, hogy felesége kételkedni kezdjen saját érzékeiben. A halványodást részben az okozza, hogy a férj éjjelente az emeleten általa meggyilkolt gazdag nő eltűnt drágaköveit keresi, és emiatt ott felcsavarja a gázvilágítást. A feleség többször felkéri a férjét, hogy erősítse meg a halványuló fényekkel kapcsolatos tapasztalatait, de férje a valóság ellenére továbbra is határozottan állítja, hogy a fények ugyanazok, és hogy a felesége az, aki elveszíti ép eszét.
A „gaslighting” kifejezést informálisan az 1960-as évek óta használják, hogy leírják a valóságészlelés manipulálására tett erőfeszítéseket. A kifejezést az 1970-es évek óta használják ezen viselkedés leírására a pszichoanalitikus irodalomban. A gyermekekkel szembeni szexuális zaklatásról szóló 1980-as könyvben Florence Rush összefoglalta George Cukor 1944-es Gázlángját, és azt írta: „Még ma is a [gaslighting] szót használják annak leírására, hogy megkíséreljék megsemmisíteni egy másik ember valóságfelfogását.”
A kifejezést a klinikai és kutatási irodalomban, valamint politikai kommentárokban is használják, főképp angol nyelvterületen. Magyarországon a kifejezés (és a fogalom) kevéssé ismert.

## Orvosi, egészségügyi értelemben
Angol nyelvterületen az informális "orvosi gázlángolás" kifejezés  azt jelenti, amikor a betegek valódi tüneteit az egészségügyi szakemberek lekicsinylik vagy elutasítják, amely téves diagnózist eredményez. A nőket és az etnikai kisebbségek tagjait gyakrabban érinti ez a probléma.  

## Fordítás
- Ez a szócikk részben vagy egészben  a   gaslighting című angol Wikipédia-szócikk fordításán alapul.  Az eredeti cikk szerkesztőit annak laptörténete sorolja fel. Ez a jelzés csupán a megfogalmazás eredetét és a szerzői jogokat jelzi, nem szolgál a cikkben szereplő információk forrásmegjelöléseként.